# Molle (patronyme)
Pour les articles homonymes, voir Molle.
Cette page présente le nom de famille Molle ainsi que ses variantes.
Molle est un patronyme français et belge, porté un peu partout en France ainsi qu’en Belgique. Le nom a pu apparaître à plusieurs endroits et pour plusieurs raisons mais on relève plusieurs foyers géographiques où le patronyme est davantage représenté, soit qu’il fut attribué à l’origine de manière plus commune soit qu’il s’agisse de familles particulièrement prolifiques, il s’agit des foyers de l’Ouest (Vendée, Bretagne), du Sud (Velay et Languedoc septentrional) et du Nord (Hainaut belge et français). À la fin du 19e siècle, ces trois foyers regroupent encore près de 60% des MOLLE nés en France.

## Occurrence
Molle est un patronyme relativement commun. Il est classé au 1843e rang des patronymes les plus portés en France. On relève la naissance de 3787 Molle en France entre 1891 et 1990.

## Étymologie
Il faut envisager plusieurs étymologies différentes selon le contexte sociolinguistique local. 
Le nom Molle peut faire référence à une terre humide, marécageuse. C'est l'explication etymologique qui pourrait correspondre aux Molle de Vendée. 
Il peut aussi s'agir d'une référence à la mole qui désigne dans les dialectes occitants, la meule (à aiguiser ou de moulin). 
En ce qui concerne les Molle du Hainaut (belge et français), il pourrait s'agir d'une variante du nom de famille flamand Mol, suivant l’usage proprement picard de terminer les noms en -lle, sans qu’il s’agisse pour autant de matronymes. Le nom Mol est vraisemblablement lui-même une variante du nom Demol, extrêmement commun en Belgique néerlandophone et aux Pays-Bas.  

## Variantes
- De Molle
- Demolle
- Mollé
- Mollet